# Aéroport international de Cambridge
L'aéroport international de Cambridge est un aéroport situé dans le comté du Cambridgeshire en Angleterre. L'aéroport est situé à l'est de la ville de Cambridge. 